# Erzbistum Montpellier
Das Erzbistum Montpellier (-Lodève, Béziers, Agde, et Saint-Pons-de-Thomières), lateinisch Archidioecesis Montis Pessulani (-Lotevensis-Biterrensis-Agathensis-Sancti Pontii Thomeriarum), ist eine in Südfrankreich gelegene Erzdiözese der römisch-katholischen Kirche in Frankreich mit Sitz in Montpellier.
Das Gebiet des Erzbistums liegt in der französischen Region Okzitanien und stimmt in seinen Grenzen mit denen des Départements Hérault überein.

## Geschichte
Die Diözese wurde möglicherweise bereits im 3. Jahrhundert als Bistum Maguelone im Languedoc gegründet und verlegte am 27. März 1536 den Bischofssitz nach Montpellier. Unterstehend dem Erzbistum Avignon als Suffragandiözese, wechselte es am 16. Juni 1877 seinen Namen auf die heutige Bezeichnung, womit es die  Namen der durch das Konkordat von 1801 säkularisierten Bistümer seines Gebietes in seinen Diözesannamen aufnahm.
Im Zuge einer umfassenden Neuordnung der französischen Bistümer am 16. Dezember 2002 wurde das Bistum zum Metropolitanbistum erhoben und erhielt vier Suffragane. Seither gehören zur Kirchenprovinz Montpellier:
- Erzbistum Montpellier
  - Bistum Carcassonne-Narbonne
  - Bistum Mende
  - Bistum Nîmes
  - Bistum Perpignan-Elne

## Weblinks

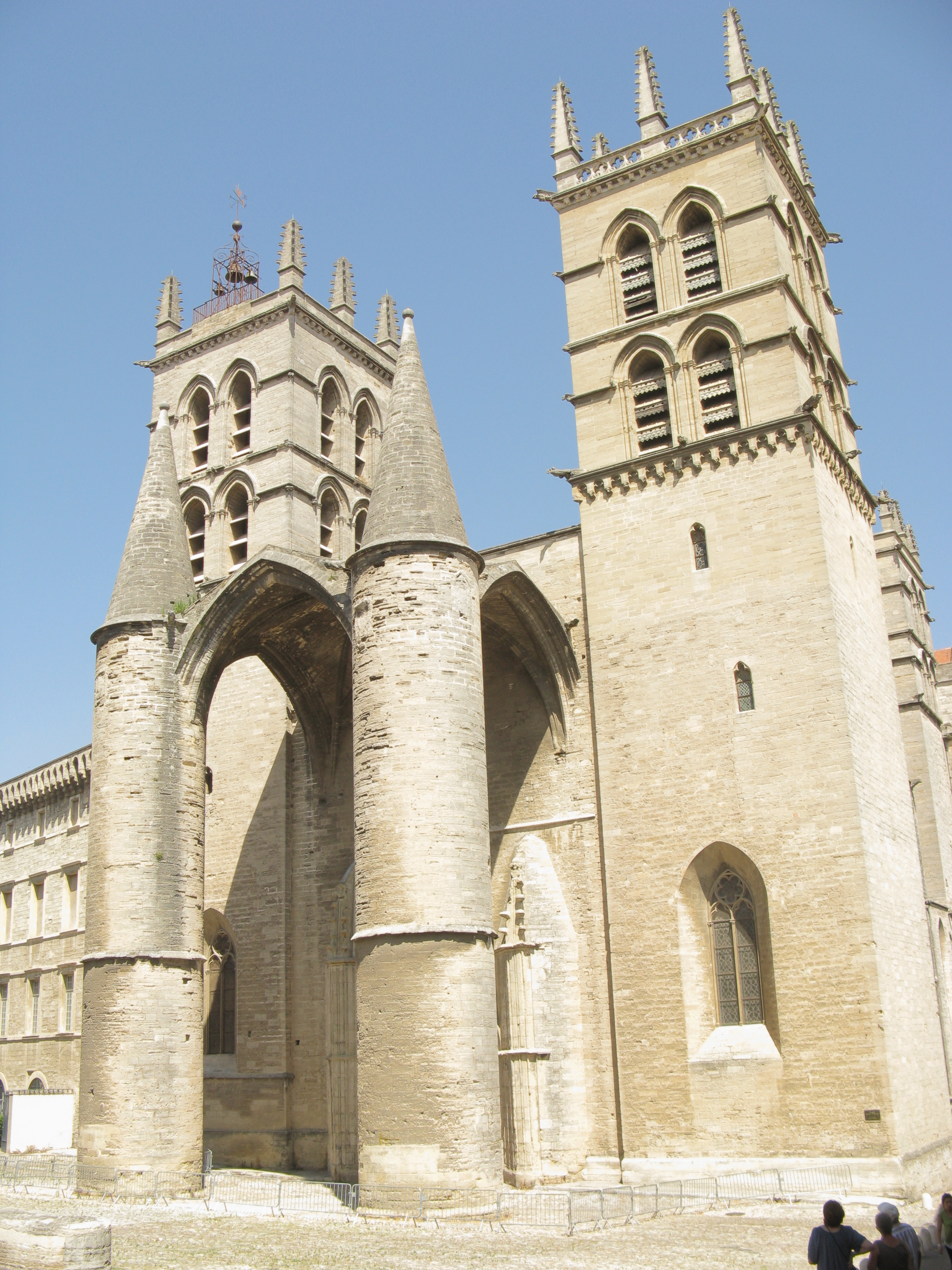
Die Kathedrale von Montpellier